# Alcamo
Alcamo ist eine Stadt und Gemeinde im Freien Gemeindekonsortium Trapani in der Region Sizilien in Italien mit 44.659 Einwohnern (Stand 31. Dezember 2023).

## Lage und Daten
Die Stadt liegt 50 km östlich von Trapani und 66 km südwestlich von Palermo. Die Gemeinde bedeckt eine Fläche von 130 km². Alcamo liegt an der SS113 von Palermo nach Trapani und hat einen Autobahnanschluss zur A29 sowie einen Bahnanschluss. Die Einwohner leben von der Landwirtschaft, der Weinindustrie und dem Abbau von Travertin. Am etwa 7 km langen Strandabschnitt im Norden des Territoriums von Alcamo, und damit am Golf von Castellammare, liegt der Badeort Alcamo Marina.
Die Nachbargemeinden sind Balestrate (PA), Calatafimi Segesta, Camporeale (PA), Castellammare del Golfo, Monreale (PA) und Partinico (PA).

## Geschichte
Im Jahre 1340 wurde das Schloss von Alcamo von der Familie Ventimiglia erbaut. Ab diesem Zeitpunkt entwickelte sich auch die Stadt. Zuvor gab es ihrer Stelle eine Station an der Straße Palermo – Syrakus, die arabischen Ursprunges war und den Namen Manzil Alqameh trug.

## Sehenswürdigkeiten
- Kirche San Francesco d’Assisi: erbaut im Jahre 1348, wurde danach öfter umgebaut
- Kirche San Tommaso aus dem 15. Jahrhundert
- Kirche Maria Santissima Assunta: der Bau stammt ursprünglich aus dem 14. Jahrhundert, der Dom wurde aber im 17. und 18. Jahrhundert neu erbaut. Das Innere des Doms hat die Form eines Kreuzes und dreier Schiffe. Die Schiffe sind mit 14 roten Marmorsäulen getrennt. Es gibt in der Kirche wertvolle Fresken von Guglielmo Borremans (entstanden von 1735 bis 1737). Weiterhin sehenswert ist ein Altarretabel von Antonello Gagini.
- Kirche Santa Chiara ist die Kirche der Klarissen. Im Inneren zwei Statuen von Giacomo Serpottas, Caritas (Nächstenliebe) und Fortitudo (Tapferkeit).
- Kirche Sant’Oliva an der Piazza Ciullo d’Alcamo, dem Mittelpunkt der Stadt. In der Kirche steht eine Statue der Hl. Oliva und ein Gemälde „Befreiung der Seelen aus dem Fegefeuer“
- Schloss von Alcamo aus dem 14. Jahrhundert mit einem rautenförmigen Grundriss; war auch ein Gefängnis; heute ist es ein Museum.

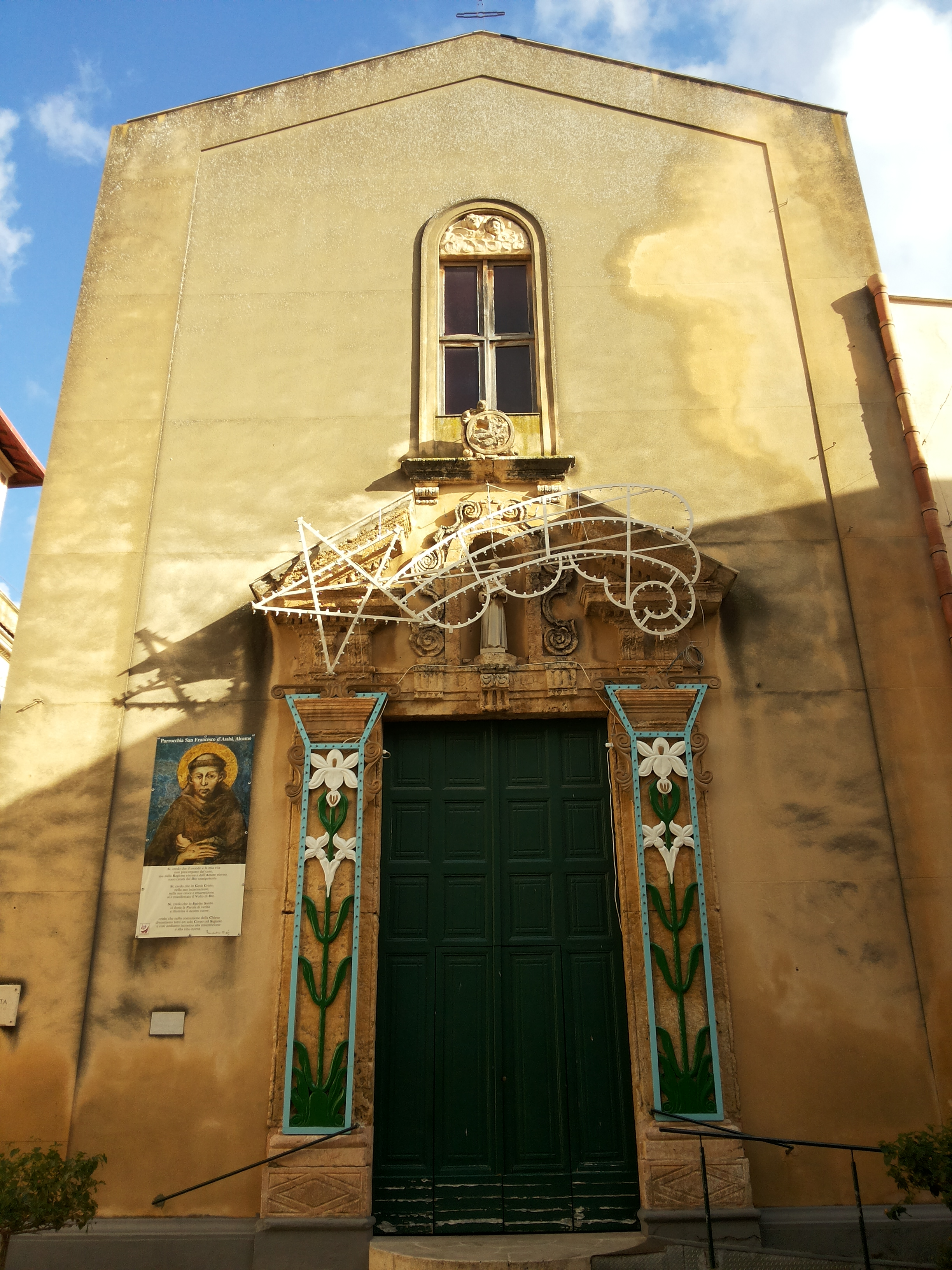
Kirche San Francesco d’Assisi
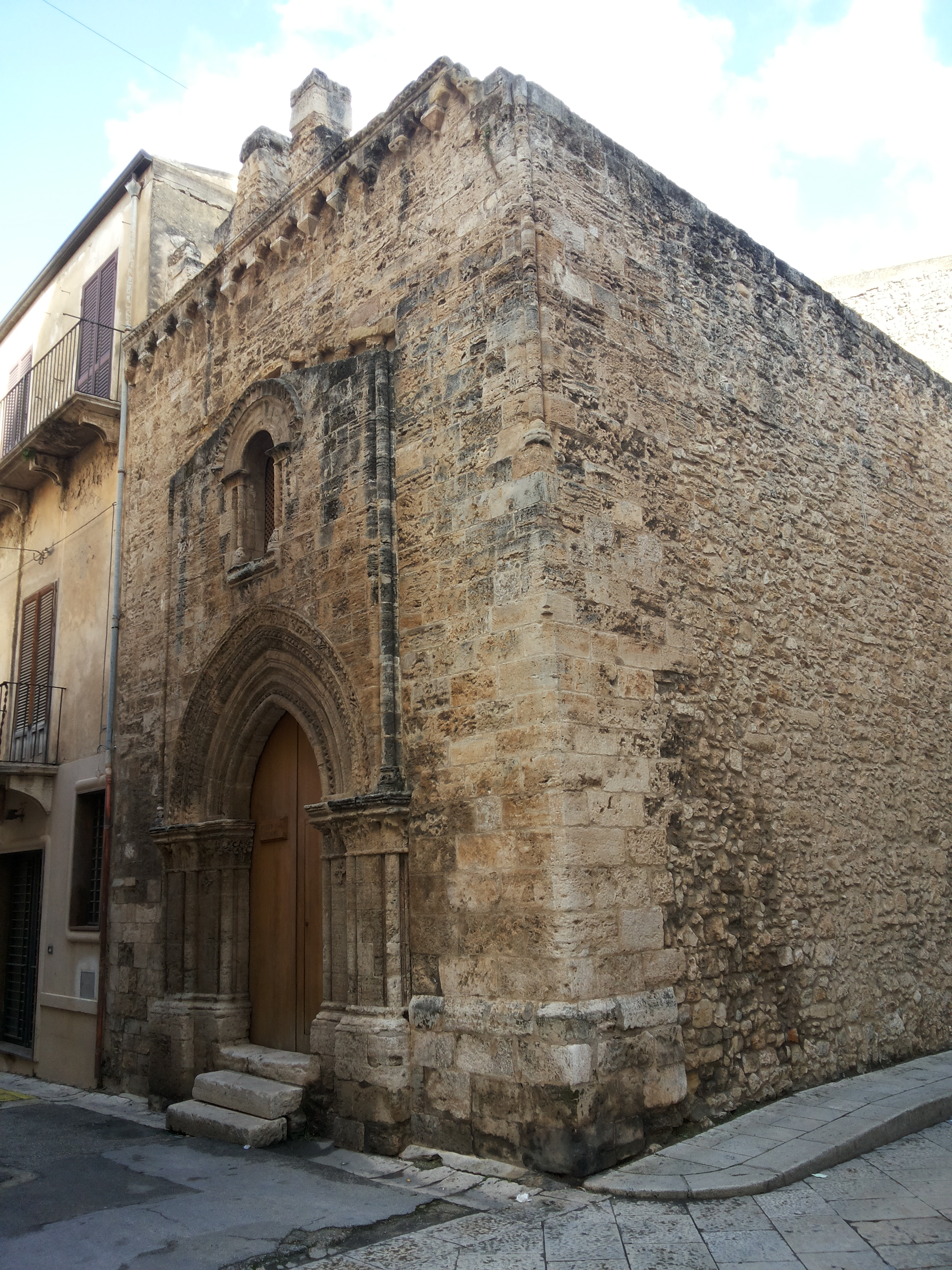
Kirche San Tommaso
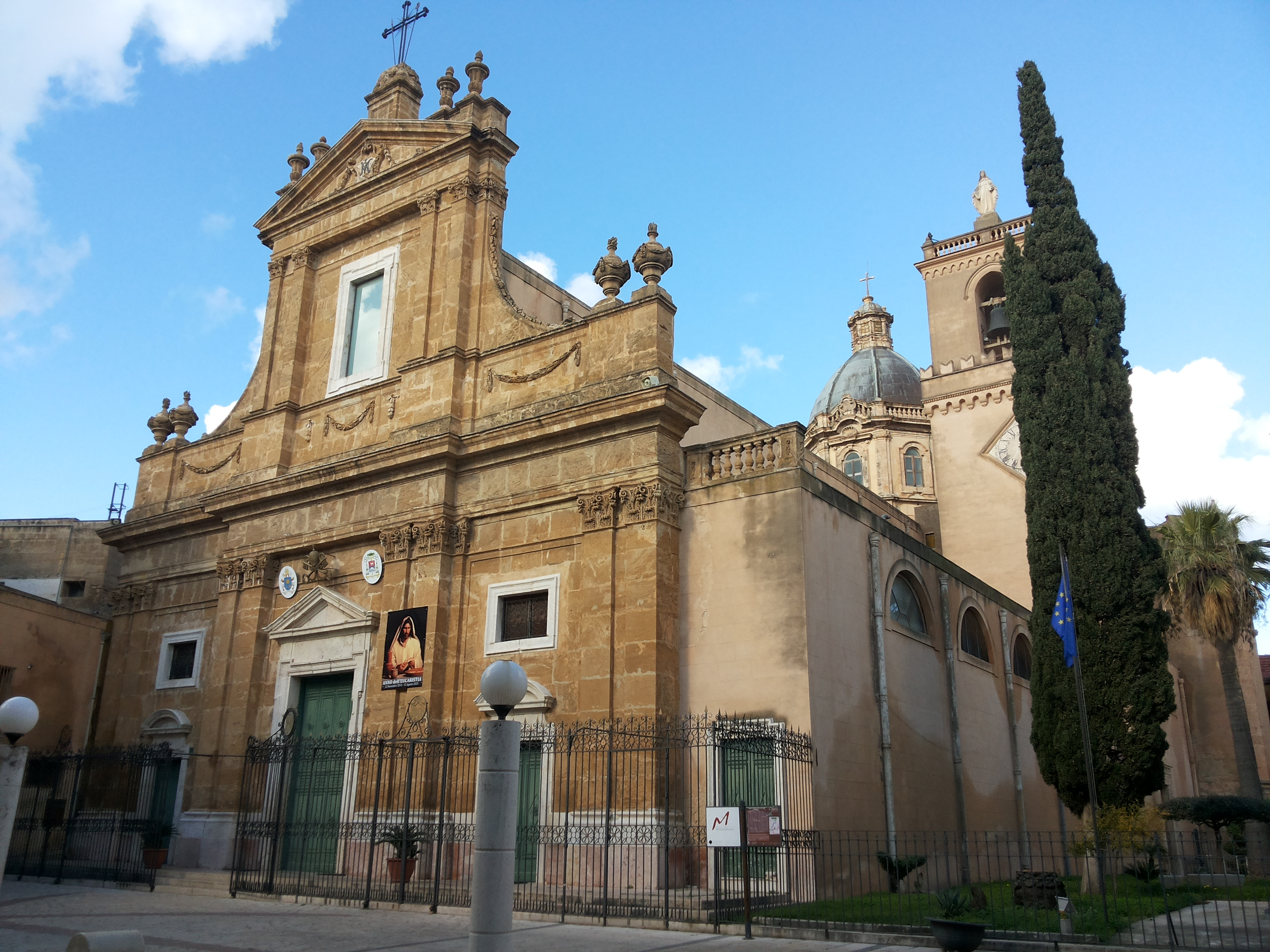
Basilika Santa Maria Assunta
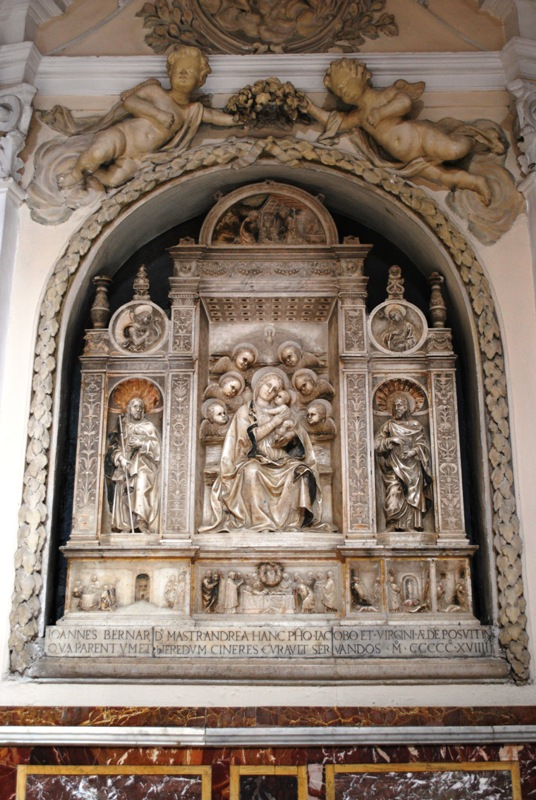
Altarretabel von Gagini von 1519
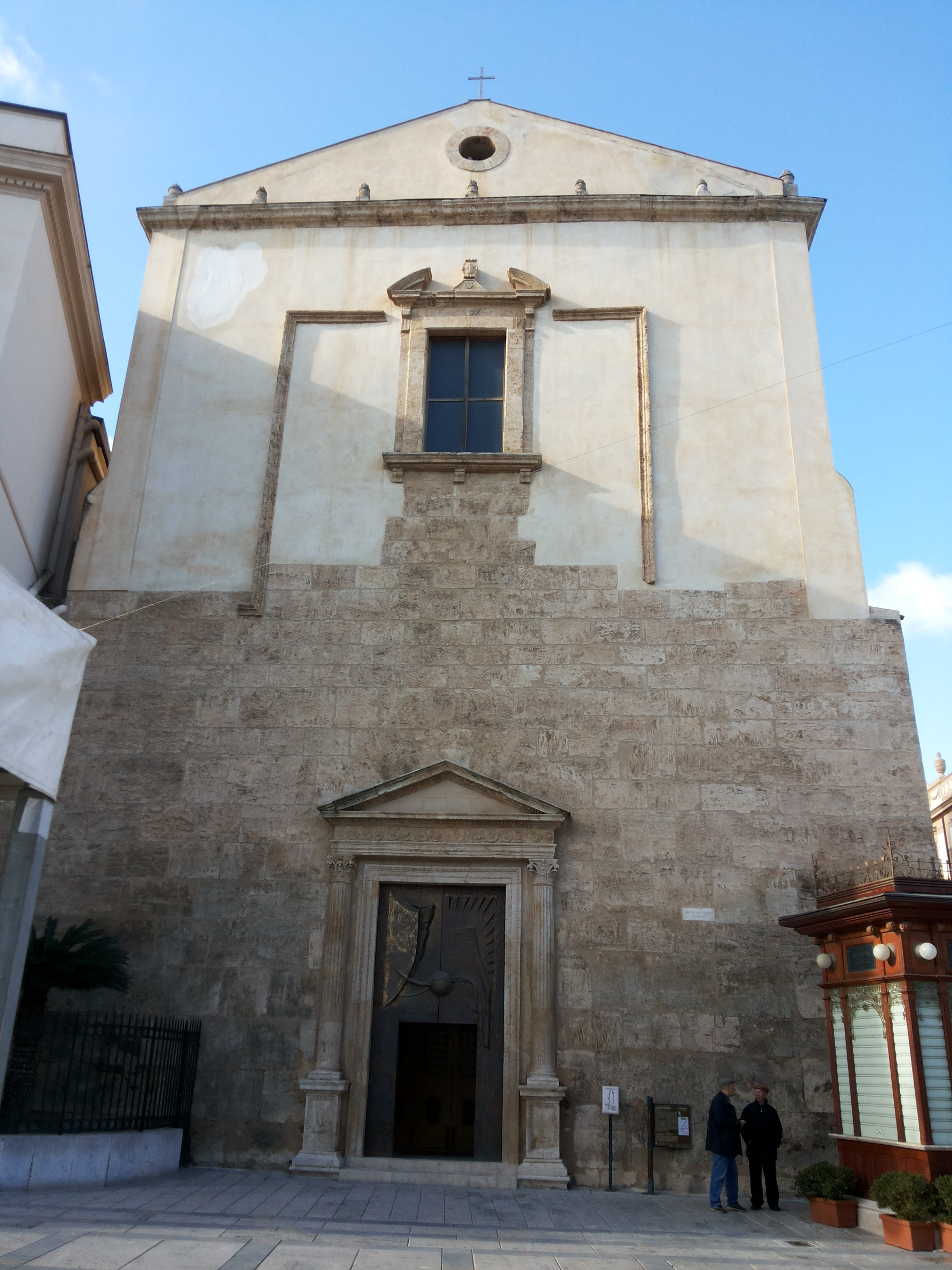
Kirche Sant’Oliva
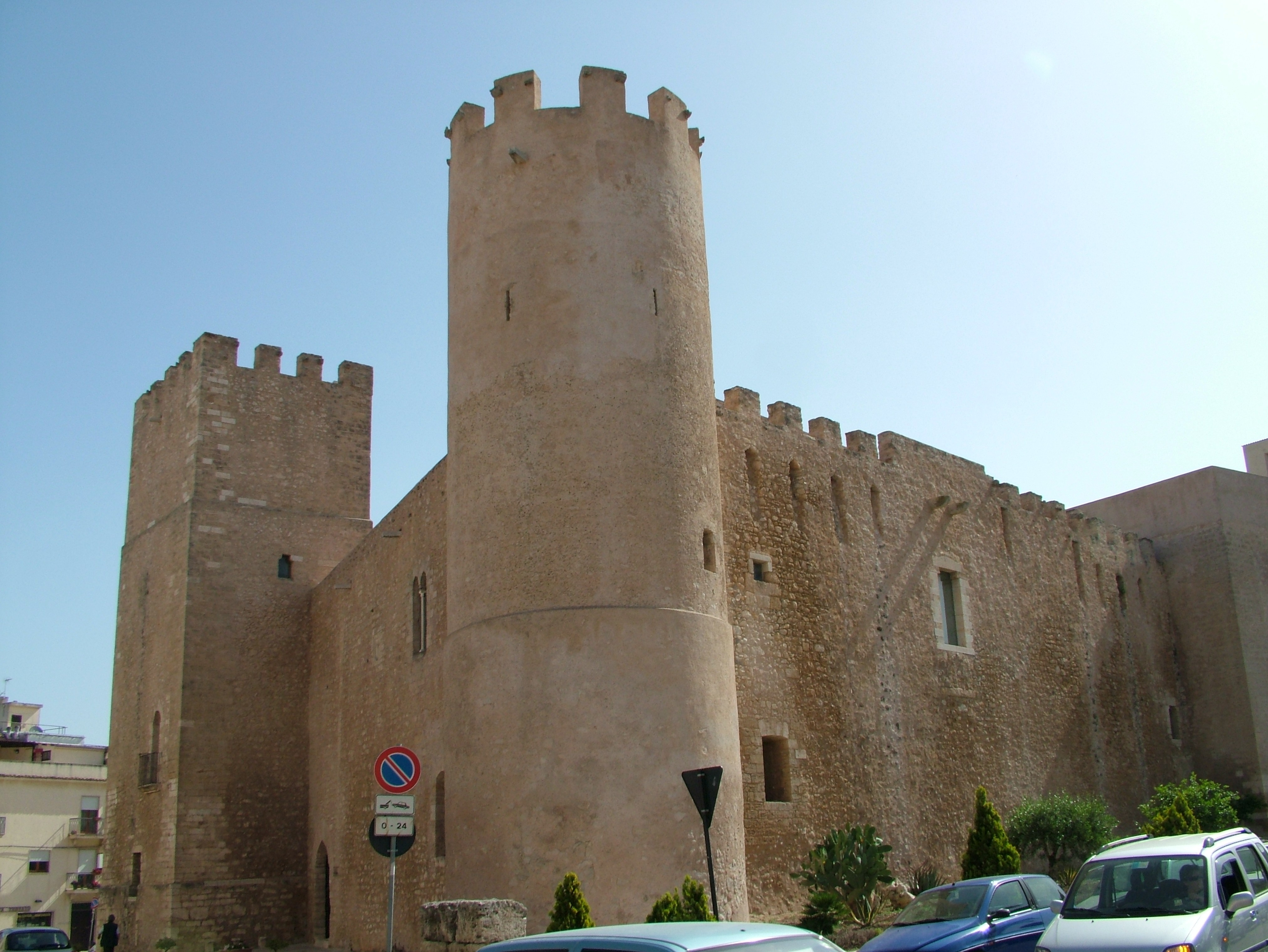
Die Burg in Alcamo
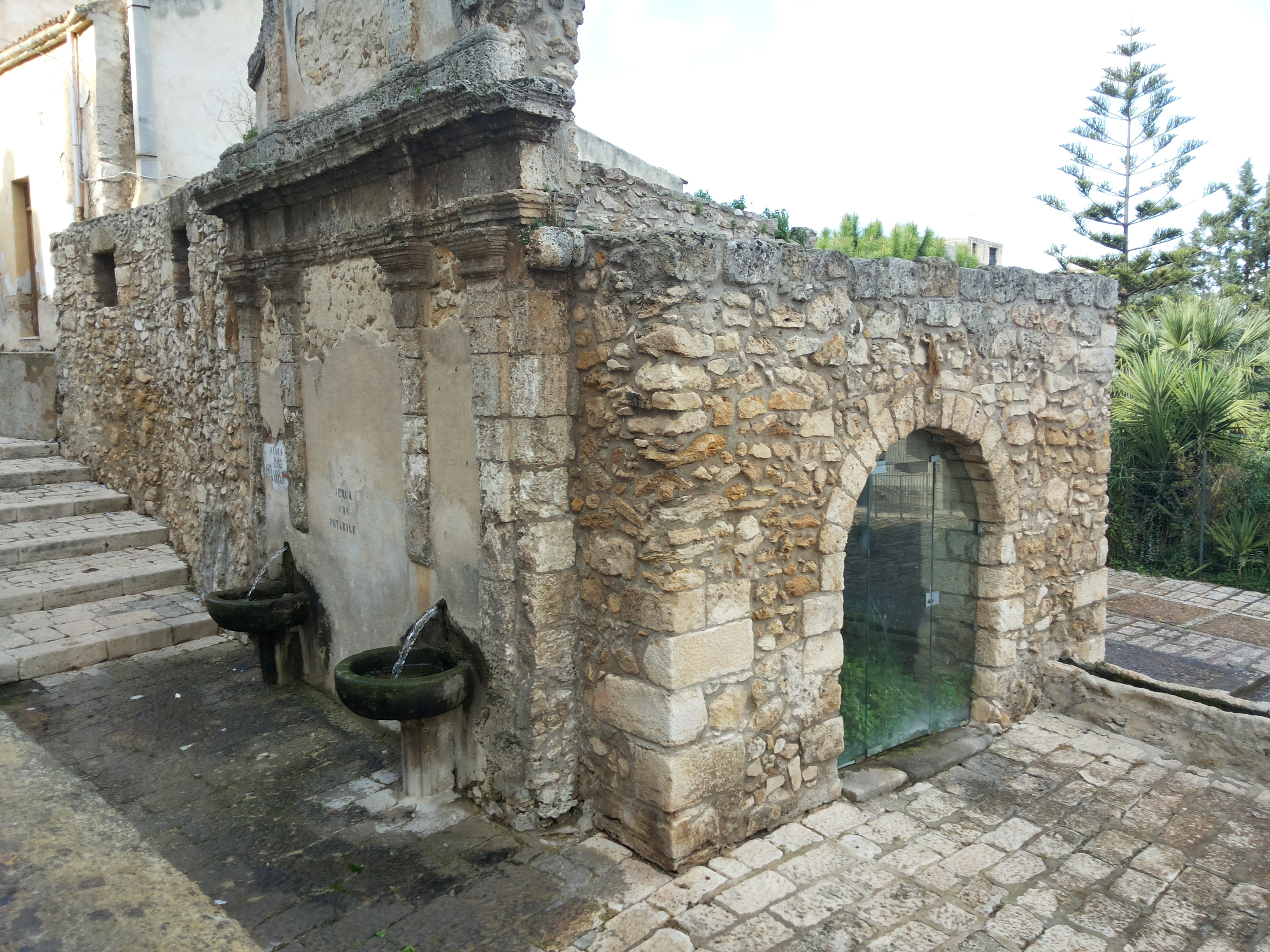
Fontana araba
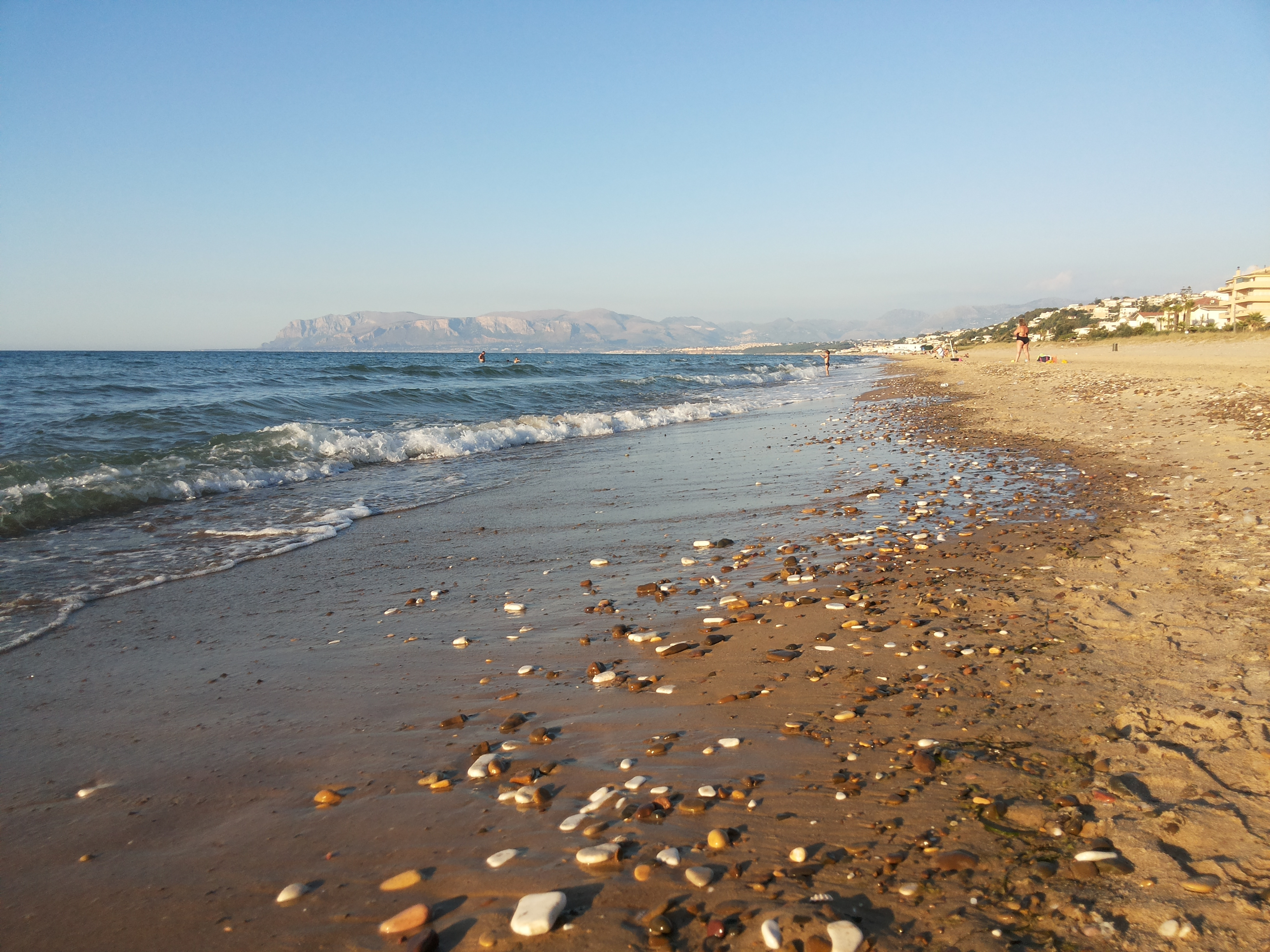
Strand von Alcamo Marina

## Weinbau bei Alcamo
Alcamo ist für die dort angebauten Weine bekannt.

## Persönlichkeiten
Der Dichter Ciullo d’Alcamo wurde hier geboren. Er schrieb unter anderem zwischen 1231 und 1250 das Gedicht Rosa fresca aulentissima, eines der ersten Literaturzeugnisse in italienischer Sprache. 
Johann Wolfgang von Goethe übernachtete vom 19. auf den 20. April 1787 auf dem Weg zum Tempel von Segesta in Alcamo, einem „ruhigen Bergstädtchen“, dessen „herrliche Lage“ er in seiner Italienischen Reise rühmte.
Ebenfalls in Alcamo geboren wurde der Erzbischof und Diplomat Salvatore Asta (1915–2004). 
Die hier geborene Franca Viola (* 1948) wurde 1966 bekannt, weil sie eine Heirat mit ihrem Vergewaltiger ablehnte. Nach der damaligen Gesetzeslage wäre der Täter dadurch straffrei geblieben und die „Ehre“ der vergewaltigten Frau wiederhergestellt worden.
Auch aus Alcamo stammen die mehrfach ausgezeichnete Köchin Anna Sgroi (* 1959) sowie der Fußballspieler Antonino Asta (* 1970).

## Sport
Die Dreiband-Europameisterschaft der Junioren 2012 war ein Turnier in der Karambolagedisziplin Dreiband und fand vom 24. bis 26. Februar 2012 in Alcamo statt. 